# Бурлаков, Юрий Ильич
Ю́рий Ильи́ч Бурлако́в (род. 31.01.1960, п. Ярославский, Приморский край) — советский лыжник, чемпион мира, заслуженный мастер спорта СССР (1982).

## Спортивная карьера
- Участник олимпийских игр 1984 (30 км - 11 место).
- Участник олимпийских игр 1988 (30 км - 12 место, 50 км - 26 место).
- Чемпион мира 1982 (эстафета 4x10 км).
- Серебряный призёр чемпионата мира 1982 (50 км).
- Серебряный призёр зимней универсиады 1981 (лыжная гонка 15 км).
- На этапах Кубка мира трижды занимал 3 место.
- Многократный чемпион СССР в гонках на 15 км (1982), 30 км (1982, 1985, 1986) и эстафетах (1986, 1988).